# 高根町 (瀬戸市)
高根町（たかねちょう）は、愛知県瀬戸市本地連区の町名。現行行政地名は高根町1丁目から3丁目。

## 地理
- 瀬戸市の南西部に位置する[8]。西を西原町、北を西寺山町・西長根町、東を城ケ根町・美濃池町、南を東本地町・西本地町と隣接している[8]。
- かつては田畑や丘陵地がほとんどであったが、開発、造成されて住宅街となった[9]。特に国道沿いには各種店舗が店を連ねる商業地域となっている[9]。

### 河川
- 矢田川（山口川）[8] ： 町の南端、東本地町・西本地町との町境を西流している。

- 矢田川（高根町・西本地町境）

### 池沼
- 高根池 ： 1丁目の北東部にある。

- 高根池

### 学区
市立小・中学校に通う場合、学区は以下の通りとなる。また、公立高等学校普通科に通う場合の学区は以下の通りとなる。
| 町丁・丁目  | 番・番地等 | 小学校               | 中学校             | 高等学校 |
| ----------- | ---------- | -------------------- | ------------------ | -------- |
| 高根町1丁目 | 全域       | 瀬戸市立幡山西小学校 | 瀬戸市立幡山中学校 | 尾張学区 |
| 高根町2丁目 | 全域       | 瀬戸市立幡山西小学校 | 瀬戸市立幡山中学校 | 尾張学区 |
| 高根町3丁目 | 全域       | 瀬戸市立幡山西小学校 | 瀬戸市立幡山中学校 | 尾張学区 |

なお、高根町1丁目については、特定区域における校区外通学が認められており、申請をすれば瀬戸市立長根小学校、瀬戸市立水無瀬中学校への進学も可能である。

## 歴史

### 沿革
- 1974年（昭和49年）11月2日 - 瀬戸市大字本地字原山・原下・天白・新屋敷・井堀の各一部と、瀬戸市美濃池町・城ケ根町の各一部により、同市高根町として成立[2]。

## 世帯数と人口
2024年（令和6年）2月1日現在の世帯数と人口は以下の通りである。
| 町丁・丁目  | 世帯数  | 人口    |
| ----------- | ------- | ------- |
| 高根町1丁目 | 301世帯 | 684人   |
| 高根町2丁目 | 235世帯 | 459人   |
| 高根町3丁目 | 153世帯 | 322人   |
| 計          | 689世帯 | 1,465人 |

### 人口の変遷
国勢調査による人口の推移
| 1995年（平成7年）  | 1,183人 | [ 13 ] |  |
| 2000年（平成12年） | 1,252人 | [ 14 ] |  |
| 2005年（平成17年） | 1,234人 | [ 15 ] |  |
| 2010年（平成22年） | 1,290人 | [ 16 ] |  |
| 2015年（平成27年） | 1,424人 | [ 17 ] |  |
| 2020年（令和2年）  | 1,501人 | [ 18 ] |  |

### 世帯数の変遷
国勢調査による世帯数の推移。
| 1995年（平成7年）  | 412世帯 | [ 13 ] |  |
| 2000年（平成12年） | 467世帯 | [ 14 ] |  |
| 2005年（平成17年） | 480世帯 | [ 15 ] |  |
| 2010年（平成22年） | 496世帯 | [ 16 ] |  |
| 2015年（平成27年） | 575世帯 | [ 17 ] |  |
| 2020年（令和2年）  | 637世帯 | [ 18 ] |  |

## 交通

### 鉄道
町内に鉄道は走っていない。最寄り駅は、名鉄瀬戸線水野駅、または、愛知環状鉄道・愛知環状鉄道線瀬戸口駅になる。

### バス
名鉄バス「本地ヶ原線」
- 【35】名鉄バスセンター - 引山 - 四軒家 - 本地ヶ原 - 菱野団地 系統 ： 西原バス停（名鉄バスセンター方面乗り場）・高根町バス停
- 【36】名鉄バスセンター - 引山 - 四軒家 - 本地ヶ原 - 瀬戸駅前 系統 ： 西原バス停・原山バス停（いずれも名鉄バスセンター方面乗り場）
- 【50】【51】【52】藤が丘 - 愛知医科大学病院 - 本地ヶ原 - 瀬戸駅前 系統 ： 西原バス停・原山バス停（いずれも藤が丘方面乗り場）

- 西原バス停
- 高根町バス停
- 原山バス停

### 道路
- 国道363号[8] ： 町の北端から南西端、西原町との町境を南北に通っている。途中、愛知県道208号と重複している[注釈 2]。
- 愛知県道22号瀬戸環状線 ： 1丁目と2丁目の境を東西に通っている。
- 愛知県道208号上半田川名古屋線 ： 1丁目と西原町1丁目の町境を国道363号と重複して南北に通っている[注釈 3]。

- 国道363号・愛知県道22号標識（高根町内）

## 施設
- 瀬戸本地簡易郵便局 ： 窓口は平日のみの営業で、ATMはない[19]。駐車場は3台[19]。
- 創価学会 瀬戸文化会館 ： 宗教法人。
- 焼肉南大門 ： 開店以来、味と肉の鮮度にこだわって提供している焼肉店[20]。サイドメニューも充実している[20]。
- CAFE BRASSERIE LEPAN ： 自家製タルトとハンバーグが自慢のカフェ[21]。店内は広々としたログハウスで2Fにはキッズスペースもある[21]。
- 原山児童遊園 ： 1丁目の南部にある公園。ブランコ・すべり台・ジャングルジムがある。
- 高根町2・3丁目遊園地 ： 2丁目の中央部にある公園。すべり台と鉄棒がある。

- 瀬戸本地簡易郵便局
- 創価学会 瀬戸文化会館
- 焼肉南大門
- CAFE BRASSERIE LEPAN
- 原山児童遊園
- 高根町2・3丁目遊園地

## その他

### 日本郵便
- 郵便番号 ： 489-0931[6]（集配局：瀬戸郵便局[22]）。